# Letlhakane
Letlhakane is een dorp in het district Central in Botswana. De plaats telt 22911 inwoners (2011).